# 鸭绿江口湿地国家级自然保护区
辽宁丹东鸭绿江口湿地国家级自然保护区位于中华人民共和国辽宁省东港市鸭绿江入海口，由陆地、芦苇沼泽、滩涂和浅海海域组成，总面积81430公顷，地理坐标为东经123°30'~124°10'北纬39°37'~39°59'，属暖温带湿润季风气候。
于1987年由东港县政府建立县级自然保护区，1992年升市级，1995年升省级，1997年12月升为国家级自然保护区。1999年6月加入“东亚及澳大利西亚迁徙涉禽保护网络”，2000年被《中国湿地保护行动计划》列为国家重要湿地。2024年经联合国教科文组织世界遗产委员会批准，作为中国黄（渤）海候鸟栖息地二期的一部分列入《世界遗产名录》。
保护区内生物多样性丰富。记录到湿地高等植物3门57科137属223种；其中，国家Ⅱ级保护野生植物1种。记录到湿地脊椎动物3纲24目76科232种（鱼类16目53科116种，两栖类1目4科6种，鸟类7目19科110种）；其中，国家I级保护野生动物4种，国家Ⅱ级保护野生动物14种。在国家重点保护野生动物中，有湿地鸟类17种；其中，国家I级保护鸟类4种，国家Ⅱ级保护鸟类13种。
《丹东鸭绿江口湿地国家级自然保护区管理条例》由丹东市人民代表大会常务委员会公布，自2018年3月1日起施行。

## 相关链接
- 丹东鸭绿江口湿地国家级自然保护区管理条例